# نادي الريان (السعودية)
نادي الريان هو نادي كرة قدم سعودي مقره في الروضة، منطقة حائل يلعب بدوري الدرجة الثانية السعودي

## تاريخ
تأسس النادي عام 1980 وكان أول رئيس له عبد الله المنصور. فاز الريان بأول صعود له إلى الدرجة الثانية السعودية خلال موسم 2020-21 بعد وصوله إلى نصف نهائي دوري الدرجة الثالثة السعودي. يتكون النادي أيضًا من أقسام أخرى مختلفة بما في ذلك كرة السلة وتنس الطاولة وكرة اليد. والرئيس الحالي للنادي هو محمد بن ضيدان التميمي.

## تشكيلة الفريق الحالية
ملاحظة: تشير الأعلام إلى المنتخب الوطني على النحو المحدد في قواعد الأهلية للفيفا. قد يحمل اللاعبون أكثر من جنسية واحدة غير تابعة للفيفا.
| الرقم | البلد    | المركز | اللاعب           |
| ----- | -------- | ------ | ---------------- |
| 1     | السعودية | حارس   | محمد الزهراني    |
| 2     | السعودية | مدافع  | عبد الله الغامدي |
| 3     | السعودية | مدافع  | هتان أحمد        |
| 4     | السعودية | مدافع  | بدر التميمي      |
| 6     | السعودية | وسط    | فيصل التميمي     |
| 7     | السعودية | وسط    | محمد المطيري     |
| 8     | تونس     | وسط    | صبري العامري     |
| 9     | السعودية | مهاجم  | هاشم الهاشم      |
| 10    | السعودية | وسط    | ريان هتان        |
| 11    | السعودية | وسط    | سليمان مطلق      |
| 12    | السعودية | مدافع  | فارس السويدي     |
| 17    | تونس     | وسط    | يوسف الطرابلسي   |
| 18    | السعودية | مدافع  | بدر الجميل       |
| 19    | تشاد     | مهاجم  | ماهر شرومه       |

| الرقم | البلد    | المركز | اللاعب             |
| ----- | -------- | ------ | ------------------ |
| 21    | السعودية | وسط    | عبد الرحمن السلمي  |
| 22    | السعودية | حارس   | فهد الصادر         |
| 24    | السعودية | مدافع  | محمد الشمري        |
| 25    | تونس     | مدافع  | محمود بن صالح      |
| 26    | السعودية | وسط    | عبد الرحمن الشمري  |
| 27    | السعودية | وسط    | عبد العزيز الدوسري |
| 28    | السعودية | مدافع  | مشعل الرويلي       |
| 29    | السعودية | وسط    | طلال الشويقي       |
| 30    | السعودية | حارس   | رغدان مطري         |
| 35    | السعودية | مدافع  | علي الجهيم         |
| --    | السعودية | مدافع  | باسل الرمالي       |
| --    | السعودية | مدافع  | عبد العزيز الشلاقي |
| --    | السعودية | وسط    | فهد الشمري         |
| --    | السعودية | مهاجم  | خطاب الشمري        |

## الطاقم الإداري

### رؤساء النادي
- عبد الله مرشد المنصور
- سالم عمر المرشد
- صالح عبيد العياد
- عبدالله الحميدي العياد
- فهيد مطلق المناره
- سالم عمر البكري
- ناصر إبراهيم الهذيلي
- محمد بن ضيدان التميمي

## الأنشطة الرياضية الأخرى
- عام 1408هـ حقق النادي بطولات منطقة حائل لكرة السلة بدرجاتها الثلاث أولى وشباب وناشئين.
- عام 1409هـ حقق النادي بطولة منطقة حائل لكرة السلة درجة شباب.
- عام 1410هـ حقق النادي بطولة منطقة حائل لكرة السلة درجة شباب.
- عام 1411هـ حقق النادي بطولتي منطقة حائل لكرة السلة درجة شباب وناشئين.
- عام 1418هـ حقق النادي بطولة منطقة حائل لكرة الطائرة درجة ناشئين.
- عام 1419هـ حقق النادي بطولتي منطقة حائل لكرة السلة درجة شباب وناشئين.
- عام 1420هـ حقق النادي بطولة منطقة حائل لكرة السلة درجة أولى.
- عام 1420هـ حقق النادي بطولة منطقة حائل لكرة اليد درجة ناشئين.
- عام 2016 تآهل إلى الدوري الممتاز لكرة قدم الصالات .
- عام 2017 حقق بطولة الصعود إلى ممتاز الصالات للموسم الثاني.
- عام 2020 تآهل إلى تصفيات الصعود المؤهلة إلى دوري الدرجة الثانية.
- عام 2021 تأهل إلى دوري الدرجة الثانية لأول مرة بتاريخ النادي